# Throb
"Throb" é uma canção da cantora americana Janet Jackson de seu quinto álbum de estúdio, Janet (1993). Foi escrita e produzida por Jackson, James Harris III e Terry Lewis e é uma canção acid house. Foi lançada comercialmente na Holanda como o sexto single do álbum em 18 de junho de 1994, enquanto que nos Estados Unidos foi um lançamento apenas para as rádios.
"Throb" foi bem recebida pela crítica que apreciou sua produção. Na Holanda, a canção alcançou o pico de número 20 na Tipparade – uma tabela que contabiliza 30 as canções abaixo do top 40 - enquanto nos Estados Unidos a canção alcançou a posição 66 na parada de airplay e a segunda posição na parada Hot Dance Club Play. A música foi tocada em cinco das turnês de Jackson.

## Desempenho nas tabelas musicais
| Tabela (1994)                               | Melhor posição |
| ------------------------------------------- | -------------- |
| Estados Unidos (Billboard Radio Songs)      | 66             |
| Estados Unidos (Billboard Dance Club Songs) | 2              |
| Países Baixos (Dutch Top 40 Tipparade)      | 20             |
| Reino Unido (UK Dance Singles)              | 2              |

| Tabela musical (1994)                              | Melhor posição |
| -------------------------------------------------- | -------------- |
| Estados Unidos (Billboard Radio Songs)             | 38             |
| Estados Unidos (Billboard Hot R&B/Hip-Hop Airplay) | 12             |